# 13 kleine Esel und der Sonnenhof
13 kleine Esel und der Sonnenhof ist ein deutscher Spielfilm aus dem Jahr 1958. Der Film entstand nach dem Roman Dreizehn alte Esel von Ursula Bruns, die auch die Romanvorlage für die Immenhof-Filme geschrieben hat. Manchmal wird er auch unter diesem Titel geführt.

## Handlung
Josef Krapp ist ein Weltenbummler. Einst verließ er seine Frau Martha, um rund um die Welt zu reisen und das Abenteuer zu suchen. Martha kümmerte sich unterdessen um Waisenkinder, die sie in ihrem „Sonnenhof“ unterbrachte. Liebevoll und mit strenger Hand kümmert sie sich um die Kinder. Plötzlich taucht Josef wieder in dem kleinen Dorf auf. Für die Waisenkinder ist er ein Cowboy, der allerhand Geschichten zu erzählen hat. Sie schließen ihn sogleich in ihr Herz. Martha fürchtet jedoch, dass ihr Mann einen schlechten Einfluss auf die Kinder hat. Und so kommt es schnell zu Konflikten, die unüberbrückbar erscheinen. Martha, die ihren Mann zwar immer noch liebt, verlangt von ihm die sofortige Abreise. Die Kinder sind darüber wütend. Als Krapp ihnen jedoch dabei hilft, dreizehn alte Esel vor der Schlachtung zu retten, sieht auch Martha das Gute in ihrem Mann und kann sich eine gemeinsame Zukunft mit ihm wieder vorstellen.
Verglichen mit der Romanvorlage wurden im Film die Konflikte zwischen den Hauptpersonen deutlich reduziert. Auch die im Roman ausführlich beschriebenen Probleme der aus desolaten sozialen Verhältnissen stammenden Kinder und die Tatsache, dass durch Martha Krapps Überforderung eine lieblose Atmosphäre in dem von ihr geleiteten Kinderheim herrscht, spielen im Film keine Rolle.

## Kritiken
„Heiter-biedere Unterhaltung nach einem Jugendroman, mit einer der letzten ‚Hoppla, jetzt komm ich‘-Rollen für Hans Albers.“

„Eine nur teilweise vergnügliche Alltagskomödie von Hans Deppe.“

## Sonstiges
Der Film wird auf einigen Tonträgern von Hans Albers fälschlich nach dem Buchtitel als Dreizehn alte Esel betitelt. Albers hat in dem Film drei Lieder gesungen, die von Martin Böttcher komponiert wurden. Die Liedtexte stammen aus der Feder von Hanns Stani.
Der im Film dargestellte Bahnhof ist der Bahnhof Brest-Aspe (im Film allerdings steht am Bahnhofsgebäude und am Bahnsteig Buchenhorst, zu sehen relativ am Anfang des Films, als die ausgebüchsten 13 Esel wieder eingefangen werden) an der Bahnstrecke Bremerhaven–Buxtehude.